# Aila Meriluoto
Aila Meriluoto (Pieksämäki, 1924. január 10. – Helsinki, 2019. október 21.) finn író, költő és műfordító.

## Életpályája és munkássága
Meriluoto első verseskötetét Üvegablak (Lasimaalaus) címmel adták ki 22 éves korában. A kötet sikeres volt mind a kritikusok, mind az olvasók körében. A legünnepeltebb és széles körben ismert költőnővé vált a háború utáni Finnországban. Korai költészetének központi témája a művészet és a nőiesség volt. Első gyűjteménye Rainer Maria Rilke hatását tükrözi. A Rémálmok (Pahat Unet, 1956) c. kötetében megjelent néhány szabadverse is. A következő kötetben, a Lépcsőkben (Portaat), melyet öt évvel később adtak ki, Merilouto rátalált saját, modern kifejezési formájára.
Meriluoto 13 évig Svédországban élt. 1974-ben költözött vissza Finnországba, itt költészetének nyelvezete ismét megváltozott, közelebb kerülve az élőbeszédhez.
Versei mellett Meriluoto írt regényeket és ifjúsági könyveket, valamint fordította Harry Martinson, Rainer Maria Rilke, Shakespeare és Goethe munkáit is.
1948–1956 között élt együtt férjével, a szintén költő és prózaíró Lauri Viitával. Róla és viharos házasságáról életrajzi regényében írt.

## Fordítás
- Ez a szócikk részben vagy egészben  az   Aila Meriluoto című angol Wikipédia-szócikk ezen változatának fordításán alapul.  Az eredeti cikk szerkesztőit annak laptörténete sorolja fel. Ez a jelzés csupán a megfogalmazás eredetét és a szerzői jogokat jelzi, nem szolgál a cikkben szereplő információk forrásmegjelöléseként.